# Schleswig-Holsteinischer Heimatbund

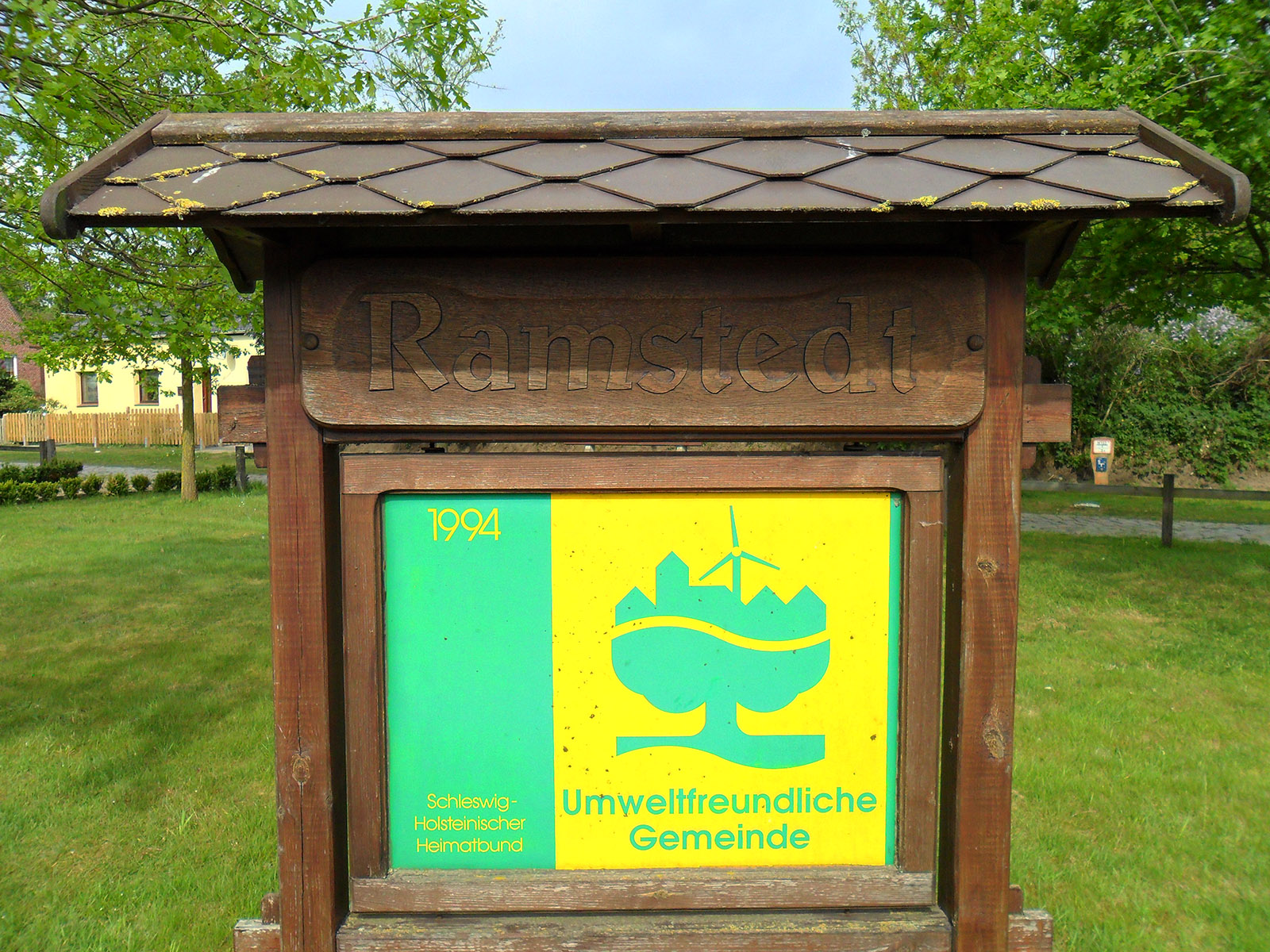
Umweltauszeichnung des Schleswig-Holsteinischen Heimatbundes in Ramstedt

Der Schleswig-Holsteinische Heimatbund (SHHB) mit Sitz in Molfsee ist als eingetragener Verein der Dachverband für heimatbezogene Aktivitäten in Schleswig-Holstein.
Der SHHB ist ein landesweit sowohl auf kultureller als auch auf kulturpolitischer Ebene und im Naturschutz tätiger Verein, der laut eigener Aussage dazu dient, „das Landesbewußtsein zu stärken“ und „zur Entstehung und Entwicklung einer Landesidentität beizutragen“.
Im Schleswig-Holsteinischen Heimatbund können nur Verbände Mitglied werden. Aus Orts-, Kreis- und Landschaftsvereinen repräsentiert der Verein ungefähr 55.000 Mitglieder.
Präsident des Heimatbundes ist seit 2021 Peter Stoltenberg. Seit März 2023 ist Benjamin Abel Geschäftsführer.

## Geschichte
1947 wurde der Schleswig-Holsteinische Heimatbund von den Heimatvereinen aus Schleswig-Holstein, Mitgliedern der Landesregierung, Oberkreisdirektoren und Landräten, Parteien, Presse, Mitgliedern der Universität, Vertretern von Speeldelen und Einzelpersönlichkeiten in Schleswig gegründet. Erster Vorsitzender wurde Rudolf Muuß. 2002 wurde der Vereinssitz nach Molfsee verlegt.
Mit der Einrichtung einer Zentralstelle für Landeskunde 1982 in Eckernförde wurde das Betätigungsfeld auf die Bereiche der Landschaftsdatenerhebung und Biotopkartierung bis hin zur Erstellung von Umwelterhebungen für ganze Städte und Gemeinden ausgedehnt.
In Bezug auf den nördlichen Landesteil Schleswig betätigte sich der SHHB sehr lange auch als politischer Grenzverein, der sich stark gegen das dortige dänische Element stellte. Dies war vor allem unter dem Vorsitz des früheren Eckernförder Bürgermeisters Werner Schmidt bis Anfang der 1980er Jahre der Fall, zeigte sich aber noch bis weit in die 1990er Jahre, namentlich durch öffentliche Auftritte und Artikel – sowohl in der eigenen Monatszeitschrift Schleswig-Holstein als auch in anderen Publikationen – des damaligen Geschäftsführers Hans-Joachim von Leesen. Inzwischen ist der SHHB weitgehend von solchen Positionen abgerückt und hält sich in grenz- und minderheitspolitischen Fragen eher zurück, kooperiert aber in diesem Bereich mit dem Deutschen Grenzverein, der Arbeitsgemeinschaft Deutsches Schleswig und dem Grenzfriedensbund (letztere haben sich zum 1. Januar 2007 vereinigt).
Der Heimatbund betätigt sich heutzutage hauptsächlich in vier Feldern: Geschichte und Kultur, Natur und Umwelt, Trachten und Volkstanz, sowie als Sprachrohr für die Niederdeutsche Sprache.

## Mediale Aktivitäten
Ein Vertreter des Heimatbundes fungiert als Mitglied des Beirates der Offener Kanal Schleswig-Holstein Anstalt d.ö.R.
Ab dem 1. Juli 2023 betätigte sich der SHHB als Zuwendungsempfänger für die Niederdeutsche Medienplattform „Plattradio“, welche ab dem 1. September 2023 auf Sendung ging. Am 14. Dezember 2023 musste der Sendebetrieb jedoch wieder eingestellt werden.